# Włodzimierz Sas-Zaloziecki
Włodzimierz Sas-Zaloziecki (ur. 1896, zm. 1959) – polski historyk sztuki bizantyńskiej.

## Życiorys
W latach 1935–1939 był adiunktem na UJK we Lwowie. Od 1940 profesor na uniwersytecie w Wiedniu, od 1949 na uniwersytecie w Grazu. 

## Wybrane publikacje
- Gotische und barocke Holzkirchen in den Karpathenländern, Wien: Krystall-Verlag 1926.
- (redakcja) Das geistige Leben der Ukraine in Vergangenheit und Gegenwart, Münster in Westfalen: Aschendorff 1930.
- Ein stilgeschichtlicher Vergleich der Sergius-Bachus Kirche in Konstantinopel und S. Vitale in Ravenna [w:] Atti del V Congresso Internazionale di Studi Bizantini (Roma, 20-26 settembre 1936), vol. 2: Archeologia e storia dell’arte, liturgia e musica, cronaca del congresso, "Rivista di Studi Bizantini e Neoellenici" 6 (1940), s. 452-455.
- Byzanz und Okzident in der bildenden Kunst des Mittelalters [w:] Atti del V Congresso Internazionale di Studi Bizantini (Roma, 20-26 settembre 1936), vol. 2: Archeologia e storia dell’arte, liturgia e musica, cronaca del congresso, "Rivista di Studi Bizantini e Neoellenici" 6 (1940), s. 456-459.
- Monuments de l’art byzantin en Autriche [w:] Actes du VIe Congrès International d’Études Byzantines (Paris, 27 juillet - 2 août 1948), t. 2, Paris 1951, s. 365-372.
- Les rapports entre Byzance et l’Autriche à l’époque des croisades [w:] VIIe Congrès International des Études Byzantines (Bruxelles, 4-15 août 1948), Bruxelles 1948, s. 12.
- Arte bizantino, Bilbao 1967.